# Bletsoe Castle
Bletsoe Castle är ett slott i Storbritannien.   Det ligger i kommunen Borough of Bedford i  riksdelen England, i den sydöstra delen av landet, 80 km norr om huvudstaden London. Bletsoe Castle ligger 64 meter över havet.
Terrängen runt Bletsoe Castle är platt. Runt Bletsoe Castle är det tätbefolkat, med 319 invånare per kvadratkilometer. Närmaste större samhälle är Bedford, 6,8 km söder om Bletsoe Castle. Trakten runt Bletsoe Castle består till största delen av jordbruksmark.